# نهائي كأس الكؤوس الإفريقية 1980
نهائي كأس أفريقيا للأندية أبطال الكؤوس 1980 هي المباراة النهائية للنسخة الخامسة من كأس أفريقيا للأندية أبطال الكؤوس .
وتوج بها تي بي مازيمبي الكونغولي على حساب أفريكا سبورت الإيفواري .

## الفرق
| الفريق        | المنطقة             | وصول سابق (الخط الغليظ يشير إلى بطل تلك النسخه) |
| ------------- | ------------------- | ----------------------------------------------- |
| تي بي مازيمبي | وسط أفريقيا UNIFFAC | 0                                               |
| أفريكا سبورت  | غرب أفريقيا WAFU    | 0                                               |

## وصول النهائي
| الفريق               | الدور       | إجم.          | نتيجة.ذ | نتيجة.إ |
| -------------------- | ----------- | ------------- | ------- | ------- |
| شوتينغ ستارز         | ربع النهائي | 3-3 0-3 (ر.ت) | 1-2     | 2-1     |
| رايل كلوب دو كاديوغو | نصف النهائي | 2-3           | 2-2     | 0-1     |

| الفريق       | الدور       | إجم. | نتيجة.ذ | نتيجة.إ |
| ------------ | ----------- | ---- | ------- | ------- |
| اكازا        | ربع النهائي | 1-2  | 0-1     | 1-1     |
| نصر حسين داي | نصف النهائي | 2-3  | 2-2     | 0-1     |

## النهائي
| أفريكا سبورت | 3-1   | تي بي مازيمبي |
| ------------ | ----- | ------------- |
|              | تقرير |               |

| تي بي مازيمبي | 0-1   | أفريكا سبورت |
| ------------- | ----- | ------------ |
|               | تقرير |              |